# 1. slovenská národní hokejová liga 1986/1987
1. slovenská národní hokejová liga 1986/1987 byla 18. ročníkem jedné ze skupin československé druhé nejvyšší hokejové soutěže.

## Systém soutěže
Všech 12 týmů se v základní části utkalo čtyřkolově každý s každým (celkem 44 kol). Tým na prvním místě se utkal s vítězem 1. ČNHL v sérii na tři vítězné zápasy. Vítěz této série postoupil do nejvyšší soutěže.
Tým na poslední pozici sestoupil do 2. SNHL.

## Základní část
| Poř. | Tým                            | Zápasy | Výhry | Remízy | Prohry | Skóre   | Body |
| ---- | ------------------------------ | ------ | ----- | ------ | ------ | ------- | ---- |
| 1.   | Plastika Nitra                 | 44     | 28    | 5      | 11     | 184:121 | 61   |
| 2.   | Iskra Smrečina Banská Bystrica | 44     | 24    | 5      | 15     | 158:115 | 53   |
| 3.   | ZŤS Martin                     | 44     | 22    | 8      | 14     | 150:132 | 52   |
| 4.   | VTJ Michalovce                 | 44     | 20    | 8      | 16     | 158:146 | 48   |
| 5.   | PS Poprad                      | 44     | 22    | 3      | 19     | 197:171 | 47   |
| 6.   | Spartak ZŤS Dubnica nad Váhom  | 44     | 19    | 7      | 18     | 147:145 | 45   |
| 7.   | VTJ Topoľčany                  | 44     | 18    | 5      | 21     | 166:173 | 41   |
| 8.   | ZVL Skalica                    | 44     | 17    | 7      | 20     | 134:156 | 41   |
| 9.   | ZTK Zvolen                     | 44     | 17    | 4      | 23     | 130:158 | 38   |
| 10.  | ZPA Prešov                     | 44     | 17    | 2      | 25     | 150:202 | 36   |
| 11.  | Partizán Liptovský Mikuláš     | 44     | 15    | 5      | 24     | 153:162 | 35   |
| 12.  | Slávia Ekonóm Bratislava       | 44     | 14    | 3      | 27     | 155:201 | 31   |

- Tým Plastika Nitra postoupil do kvalifikace o nejvyšší soutěž, kde se utkal s vítězem 1. ČNHL Poldi Kladno, kterému podlehl 0:3 na zápasy (3:5, 1:4, 3:8).
- Tým Slávia Ekonóm Bratislava sestoupil do 2. SNHL. Nahradil ho tým Gumárne 1. mája Púchov.

## Kádr Plastiky Nitra
- Brankaři: D. Barto, Kubuš, Janouš
- Hráči v poli: M. Barto, Horčičák, Košťál, Lépeš, Pajdlhauser, Slovák, V. Turan, Bóna, Čičmanec, Civáň, Hrtús, Kolečáni, Kodet, Kolník, Kukla, Nagy, Kostolanský, P. Ocelka, Sládeček, Škvarka, R. Ulehla, Zeman
- Trenéři: E. Macoszek, M. Oravec